# Ledro
Ledro is een gemeente in de Italiaanse provincie Trente (regio Trentino-Zuid-Tirol) en telt 5523 inwoners (01/01/2011). De oppervlakte bedraagt 154,6 km², de bevolkingsdichtheid is 36 inwoners per km². Ze ontstond op 1 januari 2010 uit de fusie van zes gemeenten uit het Ledro-dal: Bezzecca, Concei, Molina, Pieve, Tiarno di Sopra en Tiarno di Sotto .

## Geografie
De gemeente ligt op ongeveer 660 m boven zeeniveau.
Lavis grenst aan de volgende gemeenten: Bleggio Superiore, Bondone, Cimego, Condino, Fiavè, Limone sul Garda (BS), Magasa (BS), Nago-Torbole, Pieve di Bono, Riva del Garda, Storo, Tenno, Tione di Trento, Tremosine (BS), Zuclo.